# Jordskælvet i Nepal 2015
Jordskælvet i Nepal 2015 var et jordskælv den 25. april 2015 med epicenter mellem Nepals hovedstad Kathmandu og den populære turistby Pokhara. Jordskælvet blev vurderet af USGS til styrke 7,8 på momentmagnitude-skalaen.
Jordskælvet forårsagede betydelig skade i Kathmandu. Jordskælvet påvirkede også dele af Nordindien, Tibet og øvrige Kina, og mere end 8832 er rapporteret omkommet. Der rapporteres omkring dobbelt så mange sårede.
Tårnet Dharahara, der indgår i UNESCO-verdensarvsområdet "Kathmandudalen", styrtede sammen under jordskælvet. Et jordskred på Mount Everest dræbte mindst 18.
- Ødelagte historiske bygninger (billeder fra før jordskælvet)
- Kasthamandap, Katmandu[5]
- Maju Dega-skrinet og Kamadev-
templet, Katmandu[6]
- Trailokya Mohan Narayan-templet, Katmandu[7]
- Shiva- og Narayanpagoden, Katmandu[6]
- Krishna-templet, Katmandu[8]
- Kalmochan Ghat, Katmandu[8]
- Dharahara-tårnet, Katmandu[8]
- Jagannarayan-templet, Patan[9]
- Harishankar-templet, Patan[6]
- Taleju Bhawani-templet, Patan[8]
- Fasidegatemplet, Bhaktapur[10]
- Vatsala-
templet, Bhaktapur[11]
- Rato Machhendranath-templet, Bungamati[12]